# 1. B HVL 2012.
1. B ligu, drugi rang hrvatskog vaterpolo prvenstva za 2012. godinu je osvojio klub Bellevue iz Dubrovnika.

## Ljestvica
```
poz.     klub                       ut.        pob.    rem.    por.     golovi         gr      bod.
1. 	Bellevue (Dubrovnik) 	     14 	9 	3 	2 	147 - 109 	38 	30
2. 	Galeb MR (Makarska) 	     14 	10 	0 	4 	153 - 120 	33 	30
3. 	Opatija                      14 	9 	2 	3 	154 - 125 	29 	29
4. 	Zadar 1952 	             14 	7 	1 	6 	134 - 141 	-7 	22
5. 	Delfin (Rovinj) 	     14 	6 	2 	6 	155 - 172 	-17 	20
6. 	Siscia (Sisak) 	             14 	4 	1 	9 	143 - 162 	-19 	13
7. 	Zagreb	                     14 	3 	1 	10 	132 - 170 	-38 	10
8. 	Salona (Vranjic) 	     14 	2 	2 	10 	114 - 133 	-19 	8
```

## Poveznice
- Prvenstvo Hrvatske u vaterpolu 2011./12.
- 2. HVL 2012.
- 3. HVL 2012.